# Jaisalmer Airport
Jaisalmer Airport är en flygplats i Indien.   Den ligger i distriktet Jaisalmer och delstaten Rajasthan, i den nordvästra delen av landet, 700 km väster om huvudstaden New Delhi. Jaisalmer Airport ligger 235 meter över havet.
Terrängen runt Jaisalmer Airport är platt. Runt Jaisalmer Airport är det glesbefolkat, med 8 invånare per kvadratkilometer. Närmaste större samhälle är Jaisalmer, 5,0 km nordost om Jaisalmer Airport. Trakten runt Jaisalmer Airport är ofruktbar med lite eller ingen växtlighet.